# Alaverdi
Alaverdi (armensko Ալավերդի) je mesto v severovzhodnem delu armenske province Lori, nedaleč od meje z Gruzijo. Rudarsko in industrijsko mesto na dnu soteske reke Debed šteje približno 20.000 prebivalcev in je poslovno središče tega dela Armenije.
Mesto, čigar ime v turščini pomeni »Alah je dal«, je nastalo ob priključitvi Rusiji konec 18. stoletja, ko je družina Argutinski-Dolgoruki začela izkoriščati rudnike bakra na svoji
posesti in je pripeljala rudarje iz Grčije. Kmalu so tam izkopali že četrtino vsega bakra v ruskem imperiju in približno stoletje po odprtju so koncesijo za izkoriščanje rudnikov prodali Francozom. V času Sovjetske zveze je mesto dobilo današnjo tipično socialistično podobo. Rudnik in kompleks za predelavo bakrove rude sta danes v zasebni lasti in zagotavljata delo večini prebivalcev mesta in okolice.
Skozi Alaverdi poteka edina neposredna železniška povezava med Armenijo in Gruzijo ter ena od pomembnih cestnih povezav med tema državama.
Samo mesto je (morda z izjemo mosta iz 12. stoletja) turistično neprivlačno, vendar se v njegovi okolici nahaja nekaj pomembnih kulturno zgodovinskih spomenikov, npr. samostani Sanahin (ta vas je danes uradno predmestje Alaverdija), Haghpat, Akhtala, Khorakert, Khučap, Ardvi, cerkev v Odzunu itd. Kljub vsemu pa mesto ne premore skoraj nobene turistične infrastrukture.